# Bob Richards (atleta)
Bob Richards (Champaign, Illinois, 20 de febrero de 1926-26 de febrero de 2023) fue un atleta estadounidense, especialista en la prueba de salto con pértiga en la que llegó a ser campeón olímpico en 1952 y 1956.

## Carrera deportiva

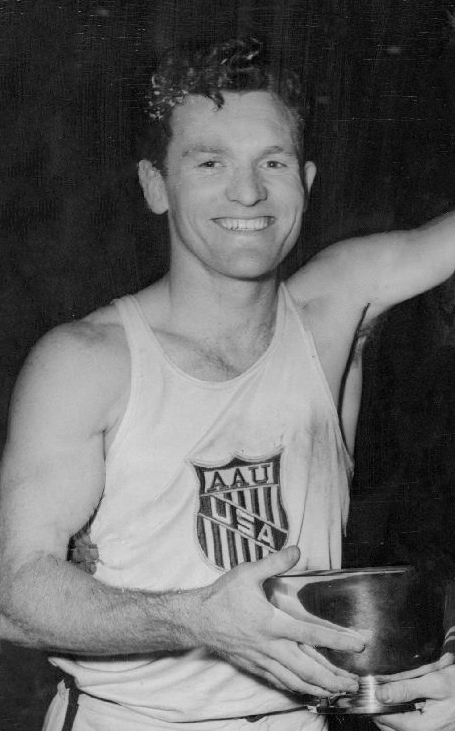
Richards en 1951

En los JJ. OO. de Helsinki 1952 ganó la medalla de oro en el salto con pértiga, con un salto por encima de 4.55 m que fue récord olímpico, por delante de su compatriota Donald Laz (plata con 4.50 m) y del sueco Ragnar Lundberg (bronce con 4.40 m).
Cuatro años después, en las Olimpiadas de Melbourne 1956, volvió a ganar el oro en salto con pértiga, esta vez con un salto por encima de 4.56 m, superando su anterior récord olímpico, y superando al pertiguista Bob Gutowski, compatriota suyo, y al griego Georgios Roubanis.